# Burzet
Burzet är en kommun i departementet Ardèche i regionen Auvergne-Rhône-Alpes i sydöstra Frankrike. Kommunen ligger  i kantonen Burzet som ligger i arrondissementet Largentière. År 2022 hade Burzet 529 invånare.

## Befolkningsutveckling
Antalet invånare i kommunen Burzet
Referens: INSEE